# Paul Crawford (Komponist)
Paul Duncan Crawford (* 21. August 1947 in Toronto, Ontario) ist ein kanadischer Komponist, Organist, Hörfunkproduzent und Musikpädagoge.

## Leben und Wirken
Crawford hatte Klavierunterricht bei William Pengelly und erhielt 1966 an der  St Michael’s Cathedral Choir School den Bachelorgrad für gregorianischen Gesang. In Toronto studierte er an der McGill University Orgel bei Kenneth Meek und Komposition bei Harry Freedman und Bruce Mather und am Konservatorium Klavier bei Lubka Kolessa und Orgel bei Raymond Daveluy. Nach dem Besuch des St Augustine’s Seminary (1971–72) arbeitete er als Musikproduzent für den Hörfunk der CBC in Toronto (1972–76) und Ottawa (1976–77). Daneben wirkte er als Kirchenorganist in Toronto, Montreal und Hamilton.
Von 1977 bis 1990 lebte Crawford in Nelson, wo er privaten Klavier- und Kompositionsunterricht gab und etliche Stücke für Unterrichtszwecke komponierte. Ab 1990 unterrichtete er am Victoria Conservatory, ab 1991 am Camosun College. Er komponierte Werke wie Féerie (1970), L’azur für Orchester (1971), La Nuit Étoilée (1972, Uraufführung und Aufnahme mit dem Vághy String Quartet), O Quam Gloriosum Est (1976) und Lyric Piece for Orchestra (1978). Sein Quintet for Brass (1975) wurde 1987 beim Festival der kanadischen Musik in San Diego aufgeführt. Seine musikalische Komödie I’ve Always Wanted to Ride a Streetcar nach einem Libretto von James Hoffman hatte 1987 in Nelson Uraufführung. Im Auftrag des Selkirk Chamber Orchestra schrieb er 1987 die Selkirk Music. 1990 ging er nach Victoria, wo er Psychologie und Erziehungswissenschaft studierte und Master- und Doktorgrad (1995 bzw. 1998) erwarb. Er lebt in Trail/, wo er ein privates Musikstudio betreibt.